# Главы Орска
Список глав города Орск XX-XXI веках.

## 1-й секретарь горкома КПСС
- Клюшин Роберт Иванович (1967 - 1979)
- Колиниченко Анатолий Фёдорович (1984 - 1986)

## Председатель горисполкома
- Шапошников Николай Никитович (1976 - 1990)
- Франц Виктор Абрамович (1990 - 1992)

## Глава города
- Франц Виктор Абрамович (1992 - 1996)
- Тарасов Николай Михайлович (1996 - 2000)
- Черноусов Юрий Александрович (2000 - 2005)
- Берг Юрий Александрович (ноябрь 2005 - июнь 2010)
- и.о. Филиппов Павел Антонович (июнь 2010 - октябрь 2010)
- Франц Виктор Абрамович (октябрь 2010 - сентябрь 2015)
- и.о. Козупица Василий Николаевич (сентябрь 2015 - октябрь 2015)
- Сухарев Сергей Николаевич (октябрь 2015 - октябрь 2016)
- Одинцов Андрей Викторович (декабрь 2016 - апрель 2019)
- врио Козупица Василий Николаевич (апрель 2019 - октябрь 2019)
- Козупица Василий Николаевич (октябрь 2019 - июль 2024)
- врио Воробьёв Артём Олегович (июль 2024 - октябрь 2024)
- Воробьёв Артём Олегович (с 24 октября 2024)